# Isolated Warrior
Isolated Warrior — видеоигра в жанре скролл-шутера, разработанная Vap Inc. (подразделение Nippon Television) для игровой консоли NES и изданная в феврале 1991 года. В Японии игра вышла под названием «Max Warrior: Wakusei Kaigenrei».

## Сюжет
Действие игры разворачивается на далёкой планете по имени Пан (англ. Pan). Человеческая цивилизация подвергается нападению со стороны загадочной инопланетной расы. Пришельцы обладают уникальный способностью поглощать формы жизни и неживую материю — механизмы, здания и так далее. Планета Пан в короткие сроки переходит под контроль пришельцев, население в срочном порядке эвакуировано.
Капитан спецвойск Макс Маверик (англ. Max Maverick) — единственный выживший после атаки инопланетян. Отказавшись от эвакуации, он пытается в одиночку противостоять многократно превосходящим силам противника.

## Игровой процесс
В игре используется изометрическая проекция для отображения игрового пространства. Герой игры может перемещаться вдоль двух осей и прыгать, за счёт чего создаётся имитация трёхмерности игрового мира (или псевдотрёхмерность). Игроку нужно собирать призы, увеличивающие мощность оружия, и избегать прямого контакта с противником, уничтожая его на расстоянии.
Макс Маверик вооружён лазерной винтовкой, способной стрелять в двух режимах (линейного и рассеянного огня) и бомбами. Мощность оружия увеличивается при сборе соответствующих призов, при этом игрок может самостоятельно выбирать, какой из режимов лазера он хочет развить.
В игре семь игровых зон, а также бонусные уровни, попасть на которые можно, бросая в определённых местах бомбы. В конце каждой зоны игрока ожидает схватка с боссом, также встречаются промежуточные боссы. Уровень сложности не регулируется, встроен механизм записи и восстановления состояния игры при помощи системы 4-значных паролей — проходя игровой уровень, игрок получает пароль, в котором зашифрован его прогресс и состояние игрового персонажа (уровень здоровья, уровень мощности оружия). Также через систему паролей реализовано несколько тестовых режимов игры — например, начинающий игру с первого уровня, но при максимальном состоянии здоровья, максимальной мощности оружия и наибольшем числе бомб.

## Отзывы
Игровой журнал «Mean Machines» дал игре общую оценку 80%, резюмируя: «Занимательный и затягивающий шутер для NES, который имеет содержательную начинку, но вряд ли станет серьёзным вызовом для эксперта». Оценка сложилась из следующих параметров:
- Представительность — 81%, «Навевающие скуку интерлюдии, но в целом игра представлена хорошо»
- Графика — 88%, «Хороший набор цветных фонов и спрайтов»
- Звук — 77%, «Довольно скромная музыка и звуковые эффекты»
- Играбельность — 82%, «К игре легко приспособиться и процесс вызывает привыкание»
- Продолжительность — 71%, «Прохождение игры не настолько трудно»